# Ibon Ruiz
Pour les articles homonymes, voir Ruiz.
Ruiz  Sedano est un nom espagnol. Le premier nom de famille, en général paternel, est Ruiz ; le second, en général maternel, souvent omis, est Sedano.
Ibon Ruiz Sedano, né le 30 janvier 1999 à Vitoria-Gasteiz, est un coureur cycliste espagnol. Il membre de l'équipe Kern Pharma.

## Biographie

### Carrière amateur
Né à Vitoria-Gasteiz, Ibon Ruiz commence la compétition cycliste à l'âge de onze ans à l'école de cyclisme d'Aranako, en Alava.
Lors de la saison 2017, il s'illustre en étant l'un des meilleurs juniors basques. Il obtient plusieurs victoires et comptabilise pas moins de vingt podiums. Après ses performances, il est recruté en 2018 par le club Lizarte, pour ses débuts espoirs (moins de 23 ans). Bon grimpeur, il se révèle au mois de juillet en remportant l'étape reine du Tour de Zamora, devant quelques uns des meilleurs amateurs espagnols,. Il termine également cette épreuve à la quatrième place du classement général. Durant ce même été, il s'impose sur le Laudio Saria, course du calendrier amateur basque,.
En juin 2019, il remporte le Memorial Txuma, seconde manche de la Bizkaia Saria, dont il remporte le classement général.

### Carrière professionnelle
Il passe finalement professionnel en 2020 dans la nouvelle équipe continentale Kern Pharma, créée sur la structure de Lizarte.

## Palmarès
- 2018
  - 3e étape du Tour de Zamora
  - Laudio Saria
  - 2e du Trofeo San Antonio
- 2019
  - Memorial Txuma
  - Bizkaia Saria
  - 3e du Trofeo Ayuntamiento de Zamora
- 2025
  - 3e de la Clásica Jaén

## Résultats sur les grands tours

### Tour d'Espagne
1 participation
- 2024 : 101e

## Classements mondiaux
| Année                                 | 2020  | 2021 | 2022  | 2023  | 2024 |
| ------------------------------------- | ----- | ---- | ----- | ----- | ---- |
| Classement mondial                    | 1919e | nc   | 1970e | 2023e | 696e |
| UCI Europe Tour                       | 1404e | nc   | 1262e | nc    | nc   |
|                                       |       |      |       |       |      |
| Légende : nc = non classéSource : UCI |       |      |       |       |      |